# 国鉄トム11000形貨車
国鉄トム11000形貨車（こくてつトム11000がたかしゃ）は、かつて日本国有鉄道（国鉄）に在籍した無蓋貨車である。

## 概要
1940年（昭和15年）に製造された、15トン積み二軸無蓋車で、1,721両（トム11000 - トム12720）が日本車輌製造本店・支店、川崎車輛、汽車製造支店で製造された。なお、そのほかに鶴見臨港鉄道からの買収車が10両編入されているほか、戦災復旧車と思われる改造車および二車現存車の書換えがあり、最終番号はトム12759である。不可解なのは、その形式の付与方法で、前級トム19000形よりも若い数字として、トム5000形とトム16000形の間の隙間に押し込まれている。これは、トム19000形を製造途中で仕様変更した暫定形式とみなされ、増備の可能性がなかったためであろう。
本形式は、製造途中の鋼製無蓋車トム19000形を、日中戦争の拡大にともなう鋼材不足（節約）のため、荷台部分のあおり戸と妻板を鋼板製から木製に置き換えたもので、台枠と走行装置はトム19000形と同一である。下回りは軸距4,000 mmで、軸ばね受けは一段リンク式となっており、最高運転速度は65 km/hである。荷台の内法は、長さ7,156 mm、幅2,480 mm、あおり戸高さ850 mm、妻板高さ1,150 mm、床面積17.8 m2、容積39.0 m3で、妻板が木製となったため、トム19000形に比べて荷台内法長が木製の妻板の厚み分（94 mm）短くなり、床面積も0.2 m2小さくなっている。あおり戸は片側2枚で、中央部の側柱は取り外し式となっている。その他の主要諸元は、全長8,056 mm、全幅2,740 mm、自重8.5tである。
1943年（昭和18年）からは、改良型であるトム50000形とともに太平洋戦争下の輸送力増強のため増トン改造の対象となり、17トン積みのトラ20000形への改造が開始された。初期の改造車は、車体構造をトラ20000形の原形車に極力近づけるよう本格的な改造がなされたが、同年後期の改造分からは工数削減のため、あおり戸の上部に折りたたみ式の側板を追加する、簡易改造に変更された。番号は、仕様に関わりなくトム時代の番号に10000を加えたトラ21000 - トラ22720が割当てられ、総数の4分の3程度に施工したところで終戦となり、改造は中止された。戦後は、何分にも無理のある改造だったこともあり、本格改造車を除く簡易改造車については、1947年（昭和22年）度から復元改造のうえ原形式番号に復帰した。復元改造が終了する1949年（昭和24年）度末の在籍両数は1,586両であった。
本格的な廃車は、1960年（昭和35年）度から開始された。1968年（昭和43年）10月1日国鉄ダイヤ改正では、全車が高速（最高速度75 km/h）化の対象から外され、「ロ」車として黄帯を標記し、北海道内に封じ込めて運用された。1968年度末には219両が残存していた。書類上は1985年（昭和60年）度に形式消滅となったが、実際には1970年（昭和45年）に実車は消滅していたものと推定される。

## 形式間改造
1953年（昭和28年）に、ローダー式雪かき車キ950形に付属する横積みコンベア車として、1両がキ950甲形（キ950甲）に改造された。
本形式は、1957年（昭和32年）に長物車チ1000形、1960年にトラ40000形の改造種車とされているが、一部の部品の流用程度である。
1959年（昭和34年）には、石炭車セラ1形の改造種車（部品の流用程度）となっている。

## 同形車

### 鶴見臨港鉄道トム2201形
トム2201形は、鶴見臨港鉄道が1941年（昭和16年）11月に日本車輌製造支店で10両（トム2201 - トム2210）を製造した、本形式の同形車である。1943年（昭和18年）7月1日の戦時買収にともない本形式に編入され、トム12721 - トム12730に改番された。

## 譲渡
1953年（昭和28年）6月23日、1両（トム12017）が太平洋石炭販売輸送に譲渡され、トム2となった。